# Xander Ann Heng Ho
Xander Ann Heng Ho (* 19. Mai 2000) ist ein singapurischer Leichtathlet, der sich auf den Sprint spezialisiert hat.

## Sportliche Laufbahn
Erste internationale Erfahrungen sammelte Xander Ann Heng Ho im Jahr 2022, als er bei den Commonwealth Games in Birmingham mit 22,37 s in der ersten Runde im 200-Meter-Lauf ausschied und mit der singapurischen 4-mal-100-Meter-Staffel in 40,24 s den siebten Platz belegte. Im Jahr darauf belegte er mit der Staffel bei den Südostasienspielen in Phnom Penh in 39,36 s den vierten Platz und schied daraufhin bei den World University Games in Chengdu mit 40,59 s im Vorlauf aus. 2025 wurde er bei den Asienmeisterschaften in Gumi mit der Staffel im Finale disqualifiziert.
2025 wurde Ho singapurischer Meister in der 4-mal-100-Meter-Staffel.

## Persönliche Bestleistungen
- 100 Meter: 10,68 s (+0,9 m/s), 29. März 2025 in Hongkong
- 200 Meter: 22,37 s (+1,4 m/s), 4. August 2022 in Birmingham